# Ihtiman
Ihtiman (in bulgaro Ихтиман?) è un comune bulgaro situato nella Regione di Sofia di 19 084 abitanti (dati 2009). La sede comunale è nella località omonima.

## Località
Il comune è formato dall'insieme delle seguenti località:
- Ihtiman (sede comunale)
- Baljovci
- Belica
- Boerica
- Borika
- Buzjakovci
- Bărdo
- Černjovo
- Džamuzovci
- Grozdjovci
- Kostadinkino
- Ljubnica
- Mečkovci
- Mirovo
- Muhovo
- Panovci
- Paunovo
- Poljanci
- Popovci
- Răžana
- Seljanin
- Središtna
- Stambolovo
- Suevci
- Vakarel
- Venkovec
- Verinsko
- Živkovo